# Serhij Morozow (ur. 1961)
Serhij Mykołajowycz Morozow, ukr. Сергій Миколайович Морозов, ros. Сергей Николаевич Морозов, Siergiej Nikołajewicz Morozow (ur. 15 stycznia 1961 w Żdanowie, w obwodzie donieckim) – ukraiński piłkarz, grający na pozycji napastnika.

## Kariera piłkarska

### Kariera klubowa
Wychowanek klubu Nowator Żdanow. W 1978 rozpoczął karierę piłkarską w Szachtarze Donieck. Potem odbywał służbę wojskową w SKA Kijów i CSKA Moskwa, po czym powrócił do Szachtara. W 1986, kiedy trenera Wiktora Nosowa zmienił Ołeh Bazyłewicz, piłkarz opuścił doniecki klub. Został piłkarzem Nowatora Żdanow, skąd w następnym roku przeszedł do Metałurha Zaporoże. Potem występował w klubach Nywa Winnica, Tawrija Symferopol i Sudnobudiwnyk Mikołajów. W 1001 wyjechał do Węgier, gdzie przez 3 lata bronił barw MTK Budapeszt. W sierpniu 1993 roku powrócił do Ewisa Mikołajów. Do końca roku grał jeszcze w Tawrii Chersoń i Metałurhu Zaporoże. W 1994 ponownie wyjechał zagranicę, gdzie bronił barw klubów Lantana/Marlekor Tallinn, Vidus Ryga i FK Rīga. W 1996 powrócił do Ukrainy, gdzie występował w amatorskiej drużynie Hidroliznyk Olszanskie oraz w klubie Olimpija FK AES Jużnoukraińsk. W 1999 w wieku 38 lat zakończył karierę piłkarską w amatorskim zespole Kołos Stepowe.

## Sukcesy i odznaczenia

### Sukcesy klubowe
- zdobywca Pucharu ZSRR: 1980, 1983
- finalista Pucharu ZSRR: 1985, 1986
- zdobywca Pucharu Sezonu ZSRR: 1983
- finalista Pucharu Węgier: 1993

### Sukcesy indywidualne
- król strzelców Mistrzostw Estonii: 1995 (25 goli)

### Odznaczenia
- tytuł Mistrza Sportu ZSRR: 1980